# Rudolf Mauz
Rudolf Mauz (* 1961 in Tübingen) ist ein deutscher Klarinettist, Komponist und Musikpädagoge.

## Leben
Rudolf Mauz studierte an der Staatlichen Hochschule für Musik in Trossingen im Hauptfach Klarinette bei Waldemar Wandel. Konzerte (solistisch, als Kammermusiker und Orchestermusiker), dabei zahlreiche Uraufführungen, führten ihn in mehrere Länder. Seit 1991 unterrichtet er an der Tübinger Musikschule (auch Fachbereichsleiter und Orchesterleiter). Von 1991 bis 2000 hatte er zusätzlich einen Lehrauftrag an der Staatlichen Hochschule für Musik in Trossingen inne und seit 2013 unterrichtet er auch an der Hochschule für Musik und Darstellende Kunst in Stuttgart. 
Seit vielen Jahren leitet er Seminare, Workshops und Lehrerfortbildungen, ist Dozent bei Kammermusik- und Orchesterkursen und Juror bei Wettbewerben. 
Rudolf Mauz ist komponierender Autor bei Schott Music (Lehrwerke, Spiel- und Studienliteratur, Bücher) und in „Faszination Klarinette“ (Prestel Verlag) und Gründungsmitglied der Deutschen Klarinetten-Gesellschaft.

## Aufnahmen
- Romantische Fantasiestücke (mit Lambert Bumiller, Klavier), audite 95.452
- Bluenette – Zwischentöne (mit Herwig Rutt, Klavier), WO 02077

Siehe auch unter Veröffentlichungen.

## Veröffentlichungen
- Die fröhliche Klarinette (optional mit CD)
- Clarinettissimo (mit CD)
- Klarinette spielen – mein schönstes Hobby (mit CD)
- Musikinstrumente entdecken – Die Klarinette (mit CD)
- Step by Step – Grundlagen der Klarinettentechnik
- Schule der Geläufigkeit
- Duo-Schatzkiste